# District de Latur
Le district de Latur  (en Marathi: लातूर जिल्हा ) est un district de la Division d'Aurangabad du Maharashtra.

## Description
Son chef-lieu est la ville de Latur. 
Au recensement de 2011, sa population était de 2 454 196 habitants.